# Infinite Dendrogram
Infinite Dendrogram (インフィニット・デンドログラム?, Infinitto Dendoroguramu) è una serie di light novel scritta da Sakon Kaidō e illustrata da Taiki. Viene pubblicata dal 2015 sul sito web Shōsetsuka ni narō e in seguito è stata acquisita da Hobby Japan, che ha pubblicato il primo volume nell'ottobre 2016 sotto l'etichetta HJ Bunko. Un adattamento manga disegnato da Kami Imai è serializzato sul sito web Comic Fire di Hobby Japan dal 2016. Un adattamento anime prodotto dalla NAZ è andato in onda dal 9 gennaio al 16 aprile 2020.

## Trama
Il 15 luglio 2043 viene pubblicato il MMORPG a realtà virtuale Infinite Dendrogram, il quale permette a ogni giocatore di seguire "infinitamente" diverse vie evolutive. Il gioco riscuote fin da subito un immenso successo a livello globale. Due anni dopo il lancio, Reiji Mukudori accetta l'invito da parte di suo fratello maggiore Shuu ed entra nel mondo di Infinite Dendrogram, dove assume il nome di "Ray Starling", e al suo arrivo si unisce al fratello e ottiene anche l'aiuto del suo Embryo, un'entità basata sulle caratteristiche del giocatore, di nome Nemesis. Tuttavia, Reiji scoprirà che il mondo del gioco è molto più realistico di quanto appaia.

## Terminologia
- Master: il termine con cui vengono definiti i giocatori di Infinite Dendrogram, caratterizzati da un sistema di classi che determinano il loro modo di giocare. Sono divise in: secondo grado, facilmente apprendibili; primo grado, versioni migliorate della classe precedente, acquisibili completando dei requisiti; Superior, classi molto potenti e uniche, che possono essere ottenute completando dei requisiti difficili tra cui una prova dei precedenti amministratori, e a differenza delle precedenti non hanno limiti di livello.
- Embryo: intelligenze artificiali che incarnano le caratteristiche dei Master a cui si legano. Proprio per questo esistono molti e disparati tipi di Embryo, e col tempo possono evolversi acquisendo forme e abilità diverse in base ai progressi dei propri Master, venendo anch'essi classificati in: secondo grado dalla prima alla terza forma, primo grado dalla quarta alla sesta e Superior alla settima.
- Tian: i personaggi non giocanti di Infinite Dendrogram, caratterizzati da un'intelligenza artificiale talmente complessa da apparire come dei veri e propri esseri viventi. Le leggi stesse del loro mondo sono molto simili a quelle del mondo reale, tanto che quando un tian muore la sua esistenza termina definitivamente.
- UBM: acronimo di Unique Boss Monster, ovvero dei mostri che sono diventati dei boss dalle caratteristiche uniche, e quindi non replicabili. Sono divisi in gradi come: epico, leggendario, leggendario antico, mitico e Superior - questi ultimi chiamati anche SUBM; inoltre, esistono anche gli Irregolari, degli UBM mitici che hanno superato il livello 100, diventando potenti come i SUBM ma che non possono essere controllati dalle I.A. di controllo. Quando un UBM viene sconfitto, vengono selezionati gli MVP (Most Valuable Player) tra i combattenti partecipanti che riceveranno un oggetto unico ricavato dall'UBM ucciso.

## Media

### Light novel
La serie è stata inizialmente pubblicata da Sakon Kaidō sul sito web Shōsetsuka ni narō nel 2015, mentre nel novembre 2016 Hobby Japan ha pubblicato il primo volume in stampa con le illustrazioni di Taiki. Al 1º ottobre 2024 sono stati pubblicati ventidue volumi.
| Nº   | Titolo italiano (traduzione letterale) Giapponese 「Kanji」 - Rōmaji | Data di prima pubblicazione              | Data di prima pubblicazione |
| Nº   | Titolo italiano (traduzione letterale) Giapponese 「Kanji」 - Rōmaji | Giapponese                               |                             |
| 1    | L'inizio delle possibilità - L'avventura che volevi è qui... 「可能性の始まり - 君が望んでいた冒険がここにある――」 - Kanōsei no hajimari - Kimi ga nozonde ita bōken ga koko ni aru ――                                                          | 1º novembre 2016 ISBN 978-4-7986-1325-3  |                             |
| 2    | Bestie immortali - Sbarazzati dei banditi che rapiscono i tuoi figli!! 「不死の獣たち - 子供をさらう山賊団を退治せよ!!」 - Fushi no kemono-tachi                                                                                                | 28 dicembre 2016 ISBN 978-4-7986-1363-5  |                             |
| 3    | Scontro tra i superiori - <Super classe> VS <Super classe>. Inizia la battaglia per la vetta. 「超級激突 - ＜超級＞VS.＜超級＞。頂点の戦いが始まる。」 - Chō-kyū gekitotsu - < Chō-kyū > VS. < Chō-kyū >. Chōten no tatakai ga hajimaru.        | 1º aprile 2017 ISBN 978-4-7986-1432-8    |                             |
| 4    | Il gioco di Franklin - "Lavati il collo, <classe super (Superior)>" 「フランクリンのゲーム - 「首を洗えよ、<超級(スペリオル)>」」 - Furankurin no Gēmu - `Kubi o araeyo,< chō-kyū (Superioru)>'                                                 | 30 giugno 2017 ISBN 978-4-7986-1478-6    |                             |
| 5    | Coloro che uniscono le possibilità - [Re della distruzione] partenza. 「可能性を繋ぐ者達 - 【破壊王】出陣。」 - Kanōsei o tsunagu-sha-tachi - [Hakai-ō] shutsujin.                                                                              | 30 settembre 2017 ISBN 978-4-7986-1551-6 |                             |
| 6    | <Società mondiale della Luna> - Il clan religioso più forte del regno si muove. 「〈月世の会〉 - 王国最強宗教クラン、動く。」 - 〈Tsuki yo no kai〉 - Ōkoku saikyō shūkyō Kuran, ugoku.                                                         | 31 gennaio 2018 ISBN 978-4-7986-1620-9   |                             |
| 7    | Scudo miracoloso - Lo scudo miracoloso è qui 「奇跡の盾 - 奇跡の盾は、ここに在る」 - Kiseki no tate - Kiseki no tate wa, koko ni aru | 31 maggio 2018 ISBN 978-4-7986-1705-3    |                             |
| 8    | Speranza lasciata alle spalle - Scopri un nuovo lavoro che è stato perso! 「遺された希望 - 失われていた新ジョブ発見！」 - Nokosa reta kibō - Ushinawa rete ita shin jobu hakken!                                                                | 28 settembre 2018 ISBN 978-4-7986-1788-6 |                             |
| 9    | Principessa gemella del ballo chiassoso - "Siete pronti?" 「双姫乱舞 - 「お覚悟はよろしくて？」」 - Sō hime ranbu - `O kakugo wa yoroshikute?'                                                                                                  | 1º febbraio 2019 ISBN 978-4-7986-1860-9  |                             |
| 10   | Dopo la tempesta, prima della tempesta - Calma tutti i giorni, non c'è modo di venire!? 「嵐の後、嵐の前 - 穏やかな日常――なんて来るはずもなく!?」 - Arashi no ato, arashi no mae - Odayakana nichijō ―― nante kuru hazu mo naku!?               | 1º giugno 2019 ISBN 978-4-7986-1945-3    |                             |
| 11   | Selezionatore di gloria - La storia dietro la nascita de "I tre giganti del regno di Alter" 「栄光の選別者 - “アルター王国三巨頭”誕生秘話」 - Eikō no senbetsu-sha - “Arutā ōkoku sankyotō” tanjō hiwa                                          | 31 ottobre 2019 ISBN 978-4-7986-2041-1   |                             |
| 12   | La forma dell'occhio - Il motivo dell'amore è in piena fioritura...! 「アイのカタチ - 恋模様が咲き乱れる……！」 - Ai no katachi - Koi moyō ga sakimidareru……!                                                                                    | 31 gennaio 2020 ISBN 978-4-7986-2119-7   |                             |
| 13   | Battle of Vorpal Bunny - Raduna i membri e crea un clan!! 「バトル・オブ・ヴォーパルバニー - メンバーを集め、クラン発足！！」 - Batoru Obu Yōparu Banī - Menbā o atsume, Kuran hossoku!!                                                        | 1º giugno 2020 ISBN 978-4-7986-2229-3    |                             |
| EX 1 | <Squadra da favola> - Avventure di giocatori che sono passati da Ray! 「＜童話分隊＞ - レイがすれ違ったプレイヤーたちの冒険譚！」 - <Dōwa buntai> - Rei ga surechigatta pureiyā-tachi no bōkentan!                                              | 1º luglio 2020                           |                             |
| 14   | <Fisico più forte> - D'altra parte, <il più forte> 「＜物理最強＞ - 対するは、＜最強＞」 - <Butsuri saikyō> - Taisuru wa, <saikyō> | 1º ottobre 2020 ISBN 978-4-7986-2322-1   |                             |
| 15   | <GAME OVER> - Il grande saggio è finalmente arrivato!! 「＜GAME OVER＞ - 大賢者ついに登場!!」 - <GAME OVER> - Dai kenja tsuini tōjō!! | 1º febbraio 2021 ISBN 978-4-7986-2416-7  |                             |
| 16   | La possibilità di tornare a Yomi - Qual è il segreto della città dove si radunano le persone di classe superiore? 「黄泉返る可能性 - 超級たちの集う街の秘密とは――!!」 - Yomigaeru kanōsei - Chō-kyū-tachi no tsudou machi no himitsu to wa ――!! | 1º giugno 2021 ISBN 978-4-7986-2505-8    |                             |
| 17   | Culla per gatti bianchi - Inizia il Battle Royale solitario dell'isola! 「白猫クレイドル - 孤島バトルロイヤル開幕！」 - Shironeko Kureidoru - Kotō Bato Ruroiyaru kaimaku!                                                                      | 1º novembre 2021 ISBN 978-4-7986-2637-6  |                             |
| 18   | King of Crime - Il legame tra il "re della distruzione" e il "re del crimine" è stato rivelato! 「King of Crime - 【破壊王】と【犯罪王】の因縁が明らかに！」 - King of Crime - [Hakai-ō] to [hanzai-ō] no in'nen ga akiraka ni!                 | 1º aprile 2022 ISBN 978-4-7986-2756-4    |                             |
| 19   | Il re delle terre dei sogni - Inizia la battaglia contro il pigro re dei demoni!! 「幻夢境の王 - 対【怠惰魔王】戦開始!!」 - Gen sakai no ō - Tai [taida maō]-sen kaishi!!                                                                       | 1º settembre 2022 ISBN 978-4-7986-2888-2 |                             |
| 20   | Rapsodia sulla sabbia (Capriccio) - <Super classe> su una nave da crociera di lusso! 「砂上の狂騒曲(カプリッチオ) - 豪華客船で＜超級＞入り乱れる！」 - Sajō no kyōsō kyoku (Kapuritchio) - Gōka kyakusen de <chō-kyū> irimidareru!              | 1º marzo 2023 ISBN 978-4-7986-3043-4     |                             |
| 21   | Dio assassino - <Super Killer> rivelato il segreto della sua nascita!! 「神殺し - ＜超級殺し＞誕生の秘密が明らかに!!」 - Kami koroshi - <Chō-kyū-goroshi> tanjō no himitsu ga akiraka ni!!                                                      | 29 settembre 2023 ISBN 978-4-7986-3307-7 |                             |
| 22   | Quando le stelle si allineano - Un nuovo re dei demoni discende!? 「星辰揃いしとき - あらたなる【魔王】降臨!?」 - Seishin soroishi toki - Aratanaru [maō] kōrin!?                                                                               | 1º ottobre 2024 ISBN 978-4-7986-3502-6   |                             |
| SP 1 | Capitolo di Nankai (1) - Sconfiggi il super mostro che ingoia il mondo! 「南海編（上） - 世界を飲み込む超級モンスターを討伐せよ！」 - Nankai-hen (ue) - Sekai o nomikomu chō-kyū Monsutā o tōbatsu seyo!                                        | 1º ottobre 2024 ISBN 978-4-7986-3657-3   |                             |
| SP 2 | Capitolo di Nankai (2) - Nazione marittima VS. <Irregular>, battaglia decisiva 「南海編（下） - 海洋国家 VS.＜イレギュラー＞、決戦。」 - Nankai-hen (shita) - Kaiyō kokka VS. <Iregyurā>, kessen.                                               | 27 dicembre 2024 ISBN 978-4-7986-3724-2  |                             |

### Manga
La light novel è stata adattata in una serie manga disegnata da Kami Imai e pubblicata da Hobby Japan, con quattordici volumi pubblicati il 1º maggio 2025.
| Nº | Data di prima pubblicazione | Data di prima pubblicazione | Data di prima pubblicazione |
| Nº | Giapponese                  | Giapponese                  |                             |
| -- | --------------------------- | --------------------------- | --------------------------- |
| 1  | 27 maggio 2017              | ISBN 978-4-7986-1457-1      |                             |
| 2  | 27 gennaio 2018             | ISBN 978-4-7986-1613-1      |                             |
| 3  | 27 luglio 2018              | ISBN 978-4-7986-1736-7      |                             |
| 4  | 26 gennaio 2019             | ISBN 978-4-7986-1827-2      |                             |
| 5  | 27 giugno 2019              | ISBN 978-4-7986-1951-4      |                             |
| 6  | 26 ottobre 2019             | ISBN 978-4-7986-2031-2      |                             |
| 7  | 27 maggio 2020              | ISBN 978-4-7986-2212-5      |                             |
| 8  | 1º febbraio 2021            | ISBN 978-4-7986-2409-9      |                             |
| 9  | 1º ottobre 2021             | ISBN 978-4-7986-2624-6      |                             |
| 10 | 1º giugno 2022              | ISBN 978-4-7986-2849-3      |                             |
| 11 | 1º marzo 2023               | ISBN 978-4-7986-3099-1      |                             |
| 12 | 29 settembre 2023           | ISBN 978-4-7986-3306-0      |                             |
| 13 | 1º luglio 2024              | ISBN 978-4-7986-3573-6      |                             |
| 14 | 1º maggio 2025              | ISBN 978-4-7986-3846-1      |                             |

### Anime

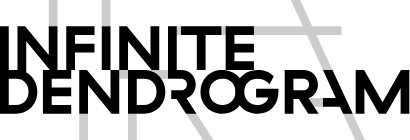
Logo della serie

Il 25 gennaio 2019 è stato annunciato un adattamento anime diretto da Tomoki Kobayashi e prodotto dalla NAZ, con Yūichirō Momose che gestisce la composizione della serie, Masahiko Nakata per il design dei personaggi e Kenji Hiramatsu per la musica. È stata presentata in anteprima il 9 gennaio 2020 su AT-X, Tokyo MX, BS11 e Sun Television. La sigla di apertura, Unbreakable, è cantata da Aoi Yūki, mentre quella di chiusura, Reverb, da Aya Uchida.
| Nº | Titolo italiano (traduzione letterale) Giapponese 「Kanji」 - Rōmaji                    | In onda          | In onda |
| Nº | Titolo italiano (traduzione letterale) Giapponese 「Kanji」 - Rōmaji                    | Giapponese       |         |
| 1  | L'inizio delle possibilità 「可能性の始まり」 - Kanōsei no hajimari                     | 9 gennaio 2020   |         |
| 2  | Labirinto di tombe 「墓標迷宮」 - Bohyō meikyū                                          | 16 gennaio 2020  |         |
| 3  | Superior 「超級」 - Superioru                                                           | 23 gennaio 2020  |         |
| 4  | Reversal as flag 「逆転は翻る旗の如く」 - Gyakuten wa hirugaeru hata no gotoku          | 30 gennaio 2020  |         |
| 5  | La Porte de I'Enfer 「地獄門」 - Jigoku mon                                             | 6 febbraio 2020  |         |
| 6  | Minima percentuale di successo 「小数点の彼方」 - Shōsūten no kanata                    | 13 febbraio 2020 |         |
| 7  | La Città dei Duelli 「決闘都市」 - Kettō toshi                                          | 27 febbraio 2020 |         |
| 8  | Scontro tra Superior 「超級激突」 - Superioru gekitotsu                                 | 5 marzo 2020     |         |
| 9  | L'inizio della follia 「狂宴の始まり」 - Kyōen no hajimari                              | 12 marzo 2020    |         |
| 10 | Le strategie del tavolo da gioco 「盤上の攻防」 - Banjō no kōbō                         | 19 marzo 2020    |         |
| 11 | Il braccio destro del vincitore 「勝利者の右腕」 - Shōrisha no uwan                     | 26 marzo 2020    |         |
| 12 | King of Destroy 「破壊王」 - Hakaiō                                                     | 2 aprile 2020    |         |
| 13 | Coloro che afferrano le possibilità 「可能性を繋ぐ者達」 - Kanōsei wo tsunagu monotachi | 16 aprile 2020   |         |